# Riboux
Riboux är en kommun i departementet Var i regionen Provence-Alpes-Côte d'Azur i sydöstra Frankrike. Kommunen ligger i kantonen Le Beausset som tillhör arrondissementet Toulon. År 2022 hade Riboux 51 invånare.

## Befolkningsutveckling
Antalet invånare i kommunen Riboux
| Referens: INSEE |